# Magyar LMBT-kronológia (2020-as évek)
Az alábbi kronológia a leszbikus, meleg, biszexuális és transznemű embereket érintő fontosabb magyar eseményeket tartalmazza a 2020-as évekből.

## 2020

### február
- február 4. – Meghal Nagy Szilvia, a Budapest Pride-ot szervező Szivárvány Misszió Alapítvány kuratóriumának elnöke.[1][2]

### március
- március 16. – A szervezők bejelentik, hogy a Covid19-pandémia miatt felfüggesztik a májusra tervezett Pécs Pride fesztivál és felvonulás szervezését. A felvonulás az első Budapesten kívüli pride felvonulás lett volna Magyarországon.[3]
- március 31. – A Transznemű Láthatóság Világnapján Semjén Zsolt miniszterelnök-helyettes törvényjavaslatot nyújtott be az Országgyűlésnek, amelynek 33. §-a „nem” fogalmát a „születési nem” fogalmával helyettesítette be, amelyet a törvényjavaslat szerint nem lehet utólag megváltoztatni, ezzel megszüntette a nem jogi elismerésének lehetőségét a transznemű és interszex emberek számára.[4] A törvényjavaslatot az országgyűlés május 19-én elfogadja, majd Áder János köztársasági elnök május 28-án aláírja.[5] A jogfosztó döntés ellen az érintetteken kívül számos civil szervezet mellett nagykövetségek és Európai Parlamenti képviselők, továbbá az ENSZ több biztosa is határozott tiltakozásukat fejezték ki.[6][7][8]

### július
- július 16. – Egy iráni menekült ügyében az Emberi Jogok Európai Bírósága kimondja, hogy Magyarországnak biztosítania kell az országban huzamosabb ideig jogszerűen tartózkodó nem magyar állampolgár transzneműek nemének jogi elismerését.[9]

### augusztus
- augusztus 14–23. – 25. Budapest Pride Fesztivál. A Fesztivál alkalmából több önkormányzat (főváros,[10][11] Budavár,[12] Terézváros,[13] Erzsébetváros,[14] Józsefváros,[15] Ferencváros,[16] Újbuda[17]) szivárványzászlót tűz ki. A Ferencvárosban futballszurkolók égetik el a zászlót,[18] a Főpolgármesteri Hivatal[19] és Újbuda esetén[20] pedig Novák Előd távolította el azt illegálisan. A rendezvénysorozat mellett 33 nagykövetség áll ki.[21] A hét során több rendezvényt is megzavarnak ellentüntetők.[22]
- augusztus 17. – Novák Előd, a Mi Hazánk Mozgalom alelnöke egy 15 méteres tűzoltólétrára állva távolítja el a szivárványos zászlót a Városházáról, akit ezért a rendőrség előállít.[23] A Városháza a zászlót még aznap pótolja.[24]
- augusztus 22. – Az évente szokásos Budapest Pride felvonulást a Covid19-pandémia miatt nem tartják meg, azt egy online esemény helyettesíti.[25]

### szeptember
- szeptember 20. – Hosszas előkészítő munkát követően megjelenik a Labrisz Leszbikus Egyesület gondozásában a Meseország mindenkié című mesekönyv, amely bizonyos etnikai és társadalmi kisebbségek szemszögéből mesél újra klasszikus magyar népmeséket. A mesék főszereplői különböző kisebbségek, hátrányos helyzetű csoportok tagjai, például mozgássérültek, homoszexuálisok és cigányok.
- szeptember 23. – A könyv ellen petíció indul.[26]
- szeptember 25. – Dúró Dóra országgyűlési képviselő egy a YouTubeon közzétett videójában, „homoszexuális propaganda” jelző kíséretében a Labrisz Leszbikus Egyesület kiadásában megjelent Meseország mindenkié című mesekönyv egyik példányának lapjait egyenként összetépi, majd ledarálta azokat egy iratmegsemmisítővel.[27] Az országgyűlési képviselő cselekedetének hatására a könyv eladásai megnőnek, a Book24 online könyváruház sikerlistájának az első helyére is felkerül.[28]

### október
- október 3. – A Mi Hazánk Mozgalom október 3-án tüntetést tart a Labrisz Leszbikus Egyesület budapesti, Szentkirályi utcai irodája előtt a könyv kiadása ellen. Itt Dúró Dóra azt mondja: tudományos álláspont, hogy a szexuális irányultság nem csak öröklött tulajdonság, azt a környezet, a neveltetés is befolyásolja. A könyv ezen befolyásolás része, és ezért tiltakozik a megjelenése ellen. A tüntetés másik vezérszónoka, Szakács Árpád publicista azt mondja, hogy „Az emberi szabadságra ma a legnagyobb veszélyt a liberalizmus jelenti.”[29]
- október 4. Orbán Viktor miniszterelnök a Kossuth Rádió Vasárnapi újság című műsorában, a könyv körüli botrányra vonatkozó kérdésre többek között ezt válaszolja: „Magyarország a homoszexualitás tekintetében egy toleráns, türelmes ország. De van egy vörös vonal, amit nem lehet átlépni, és én ebben összegzem a véleményemet: hagyják békén a gyerekeinket!”[30]

### november
- november 10. – Alaptörvény módosításáról nyújt be javaslatot Magyarország kormánya a veszélyhelyzeti törvény megszavazása utáni órákban. A parlament honlapján elérhető tervezet két módosítást is tartalmaz a családfelfogás és gyermeknevelést illetően. Egyfelől, hogy Magyarország védi a gyermekek születési nemének megfelelő önazonossághoz való jogát, és biztosítja a hazánk alkotmányos önazonosságán és keresztény kultúráján alapuló értékrend szerinti nevelést másfelől pedig, hogy az anya nő, az apa férfi.[31] A beterjesztett törvényjavaslat kimondja, hogy csak házaspárok fogadhatnak örökbe, ez alól csak Novák Katalin családpolitikáért felelős miniszter személyesen adhatna felmentést.
- november 17. – A #acsaládazcsalád címmel kampányt indít a Háttér Társaság és a Szivárványcsaládokért Alapítvány a gyermeket nevelő azonos nemű párok társadalmi elfogadása érdekében.[32] A kampányhoz számos ismert személy (pl. Istenes Bence, Ördög Nóra, Till Attila, D. Tóth Kriszta), cég (pl. HBO, IKEA, Levi's, Sziget, Netpincér, RTL Klub, NoSalty, MTV Hungary, Comedy Central) és nagykövetség (holland, ír, spanyol, belga) is csatlakozik.
- november 18. – Elindul "A család az család" kampány a Háttér Társaság jóvoltából. A kampány mellé leforgatnak egy videót is, amelyben szülők illetve szakértők (családterapeuta, pszichológus, bölcsődei nevelő, stb.) válaszolnak névtelenül, interneten feltett, gyakran gyűlöletkeltő kérdéseket. Legfőbb céljuk a társadalomban való beszélgetés elindítása az azonos neműek örökbefogadáshoz való jogáról, valamint figyelemfelkeltés arra, hogy a gyerekek számára nem a szüleik neme fontos, hanem az, hogy szeressék egymást, valamint, hogy szeretet, odafigyelés és gondoskodás vegye körül őket.[33] A kampány jelképe három pálcikaemberből áll, a középső a gyereket szimbolizálja, a két szélső pedig a szülőket. A kampány végül mozgalommá növi ki magát. Számos magyar celeb kiállt az ügy mellett, mint például Istenes Bence, Lengyel Tamás, Lábas Viki, Ördög Nóra, Kulcsár Edina, Steiner Kristóf, Pataki Ági, Borbély Alexandra, Nyári Dia és még sokan mások.[34]
- november 21. – A Való Világ 10 Powered by Big Brother műsorába beköltözik Ollári Róbert (VV Robi), aki nyíltan vállalja biszexualitását.[35] Édesanyja a műsorból tudja meg, hogy fia mindkét nemhez vonzódik.[36]
- november 24. – A Miskolci Törvényszék Alaptörvény-ellenesnek ítéli a 33-as paragrafust. Az Alkotmánybíróságtól kéri a salátatörvény keretében a májusban elfogadott 33. § alaptörvény-ellenességének vizsgálatát. Ettől a naptól kezdve az Alkotmánybíróságnak 90 napja van állást foglalni a kérdésben.[37]
- november 27. – Szájer József, magyar fideszes politikus, éjjel Brüsszelben részt vesz egy homoszexuális szexpartin, amelyet a belga rendőrség által – a koronavírus-járvány kapcsán érvényben lévő korlátozó intézkedések megszegése miatt – végrehajtott rajtaütés szakít meg.[38] Később a brüsszeli ügyészség megerősíti, hogy Szájer táskájából drog került elő, és azt is, hogy a fideszes képviselő az ablakon kimászva, az ereszcsatornán keresztül próbál meg elmenekülni a rendőrök elől, eközben pedig sérüléseket is szenved. Az M1 híradójában a politikus közleményéből olvasnak be részleteket, azonban szexről, kábítószerről és a járványügyi szabályok megsértéséről említést sem tesznek.[39] Később Szájer kilép a Fideszből, amelyet a volt EP-képviselő a Fidesz pártigazgatójának címzett egymondatos levelében jelent.[40] A Magyar Nemzetnek Orbán Viktor is kommentálja a kilépést:

Amit Szájer József képviselőtársunk tett, az a mi politikai közösségünk értékrendjébe nem fér bele. Harmincéves munkáját nem fogjuk elfelejteni és megtagadni, de cselekedete nem elfogadható, és nem védhető. A történtek után az egyetlen helyes döntést hozta, amikor bocsánatkérés mellett Európai Parlamenti mandátumáról lemondott, és a Fideszből kilépett. Döntését tudomásul vettük.

### december
- december 14. – Tamáska Gabriella, magyar énekesnő, az X-Faktor nyolcadik szériájának 3. helyezettje, YouTube videójában jelenti be biszexualitását.[41]
- december 15. – Az országgyűlés megszavazza a 2012 óta hatályos alaptörvény kilencedik módosítását, amelybe belefoglalják a már novemberben ismertetett mondatokat: "Magyarország védi a gyermekek születési nemének megfelelő önazonossághoz való jogát, és biztosítja a hazánk alkotmányos önazonosságán és keresztény kultúráján alapuló értékrend szerinti nevelést." továbbá: "Az anya nő, az apa férfi." Alaptörvényi szintre emelve ezzel a transznemű emberek nemének jogi elismerésének és az azonos nemű párok gyerekvállalási lehetőségének megakadályozását.[42][43]
- december 22. – Az RTL Magyarország úgy dönt, hogy társadalmi célú hirdetésként rendszeresen leadja televíziós csatornáin a Háttér Társaság által készített "A család az család" című kisfilm egyes részleteit.[44]

## 2021

### január
- január 1. – Az RTL Klub az újév első perceit közszolgálati tartalommal köszönti. A Himnusz elhangzása után a tévécsatorna egy videós összeállításban megmutja, hogyan látta a járvány sújtotta óévet, mit gondolnak a családról, a gyereknevelésről, az együttlétről az egyszülős, a nagyszülős, a szivárvány-, az egy-, két- és sokgyerekes családok.[45]
- január 19. – A Fővárosi Kormányhivatal szerint sérti a fogyasztók jogait és érdekeit, hogy a Labrisz Leszbikus Egyesület a Meseország mindenkié című mesekönyvben nem tünteti fel, hogy a műben a „hagyományos nemi szerepektől eltérő viselkedésminták” jelennek meg.[46]
- január 22. – A Vasárnap.hu-n cikk jelenik meg az azonos neműek örökbefogadáshoz való joga ellen Neveléskutató: A gyermek személyisége sérül ott, ahol két férfi a „szülő” címmel.[47]

### február
- február 5. – Kezdetét veszi a 9. LMBT Történeti Hónap, amely március 11-éig tartott.[48]
- február 10. – A Partizán YouTube csatornáján interjú jelenik meg Pál Mártonnal és Hanol Ádámmal.[49]
- február 18. – Több mint 40 márka csatlakozik „A család az család” kampányhoz. Több tévécsatorna (RTL, HBO, Comedy Central) mellett az IKEA, a Sziget és a Cinema City is kiállt „A család az család” kampány üzenete mellett.[50]
- február 23. – „A család az család” kampányt támogató RTL Klub Házon Kívül című műsorában riportot közvetít Pál Mártonnal és Hanol Ádámmal.[51]
- február 24. – Gulácsi Péter, a magyar labdarúgó-válogatott kapusa a közösségi médiában áll ki az azonos neműek örökbefogadáshoz való joga mellett és bejegyzésében elmondja: minden embernek joga van az egyenlőséghez. A poszt nagy vihart kavart, a nemzetközi sajtó is felkapja a hírt. Egyesek szerint történelmi pillanat, hogy egy világsztárnak számító magyar sportoló egy társadalmi kérdés mellé áll, mások viszont ezután már a válogatottban sem látnák szívesen a játékost.[52]
- február 25. – Jakabfi Zsanett futballista követi Gulácsi Pétert és több tucat nagy céget, és kiáll az azonos neműek örökbefogadáshoz való joga mellett hivatalos Instagram-oldalán.[53]
- február 26. – A spanyol, a német, a holland, az ír, a svéd és a belga nagykövet közös fotóval kiállt „A család az család” kampány mellett.[54]

### március
- március 4. – Eljárást indít a Nemzeti Média- és Hírközlési Hatóság az RTL Magyarország ellen, az azonos neműek örökbefogadáshoz való jogáról szóló társadalmi célú hirdetés miatt, amelyet a Háttér Társaság készített, és decemberben jelent meg először a csatornán. A hatóság a gyerekek védelmére hivatkozva indította meg az eljárást.[55]
- március 23. – Megjelenik a Carson Coma Pók című dala, amely a magyar társadalomban szerintük dúló „gyűlölet és homofóbia” ellen szólal fel.[56]

### június

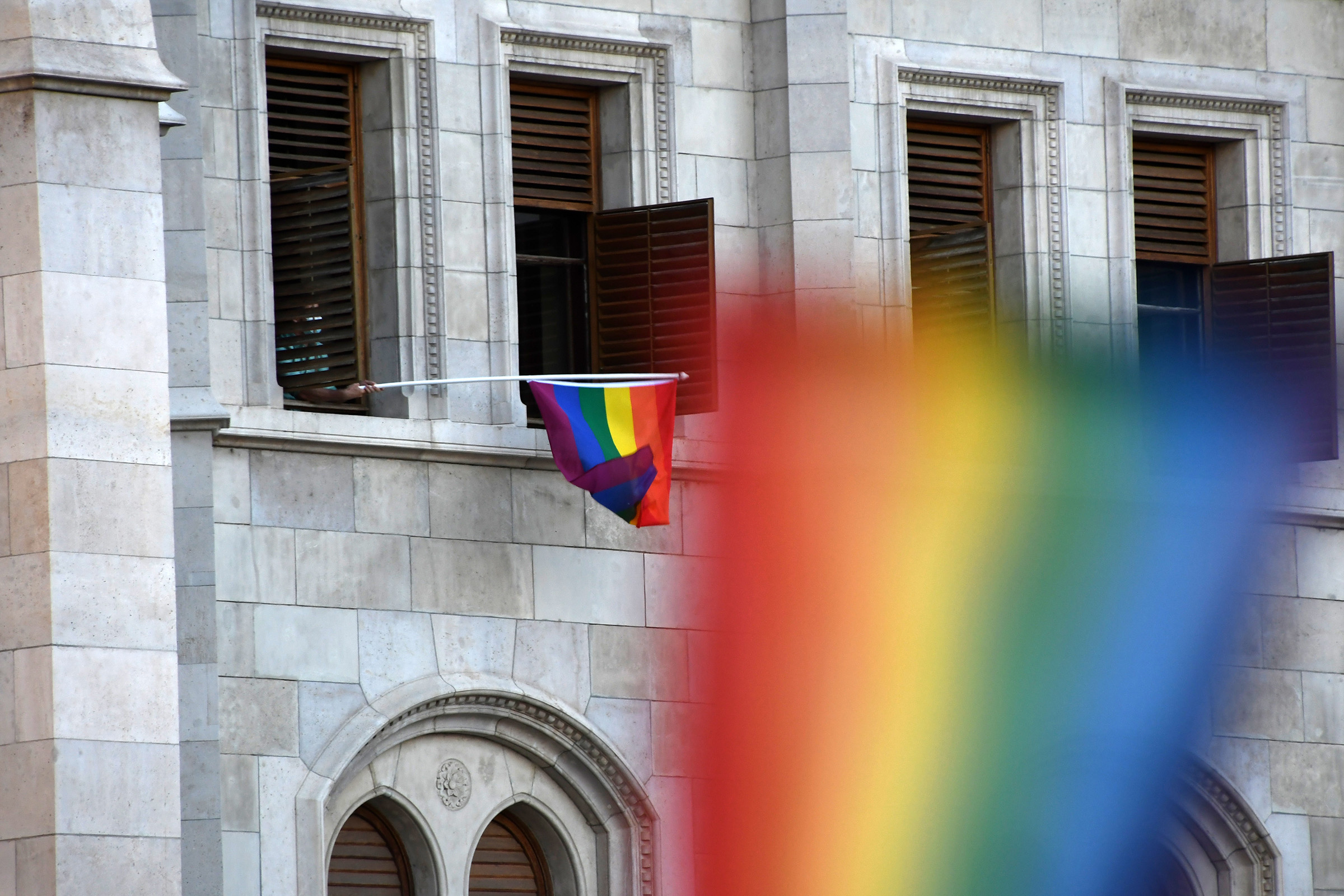
Szivárványzászló az Országház egyik ablakában 2021. június 14-én, a másnap elfogadásra kerülő törvényjavaslat elleni Kossuth téri tüntetés idején

- június 15. – A Parlament elfogadta a törvényjavaslatot, amely alapján az iskolai szexuális felvilágosítások nem irányulhatnak nem megváltoztatására és a homoszexualitás népszerűsítésére. Megtiltja a 18 év alattiak számára a homoszexualitás népszerűsítését és megjelenítését. Ezek mellett tilos olyan reklámot elérhetővé tenni 18 éven aluliaknak, amely „a szexualitást öncélúan ábrázolja, illetve a születési nemnek megfelelő önazonosságtól való eltérést, a nem megváltoztatását, valamint a homoszexualitást népszerűsíti, jeleníti meg.”[57] A törvényt 13 EU tagállam közös nyilatkozatban ítélte el.[58] Ursula von der Leyen az Európai Bizottság elnöke éles bírálatában szégyennek nevezte az Európai Unió alapvető értékeit sértő és diszkriminatív törvényt.[59][60]
- június 25. – július 25. – 26. Budapest Pride Fesztivál

### július
- július 24. – 30 ezer fő részvételével lezajlik a 26. Budapest Pride felvonulás. A demonstráció végén többek között Karácsony Gergely, Budapest főpolgármestere is beszédet mond. A felvonulást megszokott módon a Rainbow Party zárja a Budapest Parkban.[61][62]

### augusztus
- augusztus 4  – A Magyarországon rekordidő alatt eladott Meseország mindenkié című mesekönyvet számos külföldi könyvkiadó is meg kívánja jelentetni.[63]
- augusztus 6. – A kormány a Magyar Közlönyben kihirdeti a homoszexualitás népszerűsítését 18 év alattiak számára tiltó törvény konkrét rendelkezéseit. Eszerint tilos az üzletek kirakataiba tenni és a többi terméktől elkülönítetten, zárt csomagolásban bocsátható kereskedelmi forgalomba minden olyan gyermekeknek szánt termék, amely „a születési nemnek megfelelő önazonosságtól való eltérést, a nem megváltoztatását, a homoszexualitást népszerűsíti, illetve a szexualitást öncélúan ábrázolja”. Ezen kívül a nevelési-oktatási, gyermek- és ifjúságvédelmi intézmények, valamint a templomok és vallásgyakorlás helyszíneitől számított 200 méteres távolságon belül tilos az ilyen termékek árusítása.[64][65]

### szeptember
- szeptember 15 – A Meseország mindenkié projektkoordinátorát, Rédai Dorottyát a Time magazin a világ 100 legbefolyásosabb embere közé sorolja.[66]
- szeptember 18 – A Diverse Youth Network szervezésében megtartják a Pécs Pride felvonulást, amely az első Budapesten kívüli LMBTQ felvonulás. A belváros utcáin kanyargó meneten becslések szerint megközelítőleg 3 ezer ember vett részt. Beszédet mondott többek között Perintfalvi Rita és Steiner Kristóf. A három ellentüntetésen nagyjából 130 fő jelent meg.[67][68]

### november
- november 3. – A Fővárosi Törvényszék a Magyar Nemzetet kiadó Mediaworks Hungary Zrt.-t első fokon 1 millió forintos sérelemdíj megfizetésére kötelezi, miután a lapban október 12-én közzétett, Németh György szociológus által írt cikkben a Meseország mindenkié című mesekönyvet és az azt megjelentető Labrisz Leszbikus Egyesületet egyaránt pedofíliával vádolta, amivel az ítélet szerint megsértette az egyesület jó hírnévhez fűződő személyiségi jogát.[69]

## 2022

### január
- január 14. – A Kossuth Rádióban elhangzó szokásos péntek reggeli rádióinterjújában Orbán Viktor utalást tesz az LMBTQ emberek és a pedofília közötti állítólagos összefüggésekre.[70]

### április
- április 3. – A kormány a országgyűlési választással összevonva a homoszexualitás és a transzneműség kiskorúak részére történő megjelenítését és népszerűsítést tiltó gyermekvédelmi törvény védelmében négy kérdésben „gyermekvédelmi” népszavazást tartott. A referendum mindegyik kérdésben érvénytelen eredménnyel zárult.[71][72]

### június
- június 24. – július 24. – 27. Budapest Pride Fesztivál

### július
- július 27. – Budapest Pride Felvonulás

### szeptember
- szeptember 17. – Megtartották a második Pécs Pride felvonulást. A zuhogó eső ellenére a Tettye városrész szűk utcáin közel ezer fő sétált végig.[73][74]

### október
- október 1. – Az Európai Leszbikus Konferencia keretében, az ELC Eurocentralasian Lesbian Community, a Labrisz Leszbikus Egyesület és a qLit.hu szervezésében, a Budapest Pride támogatásával Budapest Dyke March néven leszbikus felvonulást tartanak Budapesten. Az Erzsébet térről induló és a Kiskörúton át a Fővám térig tartó felvonuláson több százan vettek részt részt.[75]
- október 11. – Megalakul az LMBTQ emberek érdekeiért kiálló, Sokszínű Magyarországért elnevezésű képviselői csoportot a parlamentben. A 20 fős frakcióközi csoport tagjai az LMP, a Párbeszéd, az MSZP, a Momentum és a DK képviselői.[76] A Fidesz közleményében úgy reagál, hogy az ellenzék pártjai „rá akarják szabadítani az LMBTQ-propagandát az óvodákra és az iskolákra”.

### november
- november 23. – A Novák Katalin köztársasági elnök a Sándor Palotában fogadta a Háttér Társaság képviselőit.[77] A találkozás során öt témakör (gyűlöletbeszéd, állami szerveknél dolgozók képzse, a nem jogi elismerése, kombinációs HIV-prevenció, LMBTQI-ellenes törvények) kapcsán folytatnak eszmecserét.[78]
- november 25. – Megalakul a Könyvtári LMBTQ Munkacsoport: könyvtárosok, könyvtári szakemberek informális csoportja, akik a leszbikus, meleg, biszexuális, transznemű, queer és interszex témát kívánják használóarányosan megjeleníteni a könyvtári közegben.[79]

### december
- december 8. – Az Európai Tanács cseh soros elnöksége az Európai Unió tagállamainak írt levélben arra figyelmeztet, hogy az EU „genderügyekben betöltött vezető szerepét” egyetlen tagállam – Magyarország – transzfóbiája veszélyezteti.[80][81]
- december 20. – Az Európai Bizottság a korábban elindított kötelezettségszegési eljárás eredménytelensége miatt pert indított a homofóbbá változtatott és nagy felháborodást okozó "pedofiltörvény" ügyében Magyarországgal szemben.[82]

## 2023

### február
- február 28. – A Varga Judit igazságügyi miniszter olyan törvényjavaslatot nyújt be az Országgyűlésnek, amely szerint jelenteni lehet a házasság és család alkotmányjogilag elismert szerepének, ill. a gyermekek megfelelő testi, szellemi és erkölcsi fejlődéséhez szükséges védelem és gondoskodás, valamint születési nemének megfelelő önazonossághoz való jogának kétségbe vonását.[83] Ellenzéki pártok a rendelkezést a szivárványcsaládok elleni támadásként értékelik.[84] A köztársasági elnök a törvényt megvétózza,[85] az ismételt elfogadás során e rendelkezések kikerülnek a jogszabályból.[86]

### március
- március 11. – LMBTQ-bulit szerveznek Hódmezővásárhelyen a Colosseum Clubba. A helyi jobboldali sajtó lejárató kampányba kezd;[87] a Mi Hazánk sajtótájékoztatót szervez.[88] A szervezők lemondják a bulit.[89]

### április
- április 15. – A Magyar Aszexuális Közösség megtartja a világ első Aszexuális Pride felvonulását. A menet Budapesten, az Andrássy úton vonul végig. Körülbelül 160 ember vesz részt rajta.[90]

### május
- május 3. – A Sokszínű Magyarországért képviselői csoport, a Demokratikus Koalíció munkaanyaga alapján törvényjavaslatot nyújt be a gyűlöletbeszéd ellen, amely a listába illesztené a nemi identitás, illetve a szexuális orientáció szerinti kisebbségeket is”.[91][92] A Ptk.-módosítást érdemi tárgyalás nélkül leszavazza az Országgyűlés Igazságügyi Bizottsága.[93]
- május 5. – Szalay-Bobrovniczky Kristóf honvédelmi miniszter a Conservative Political Action Conference (CPAC) Hungary elnevezésű kétnapos fórumon a következőképpen fogalmaz: amíg ő áll a honvédelem élén, „itt Magyarországon nem lesz sem LMBTQ-XYZ, sem gendersemleges, sem másmilyen, progresszív ideológiával fertőzött ”.[94][95]
- május 19. – Dócs Dávid, a Mi Hazánk Mozgalom alelnöke sajtótájékoztatón közli: pártja törvénymódosítást kezdeményez azért, hogy ki lehessen rúgni az iskolai vezetőket, ha LMBTQ érzékenyítést egednek be az iskolába, valamint nyilvános listákon tartanák nyilván azokat a cégeket, amelyek támogatják az LMBTQ embereket, hogy megvonhassák az ilyen vállalkozások adókedvezményeit.[96]

### június
- június 2. – a budapesti kormányhivatal egymillió forintos úgynevezett 'fogyasztóvédelmi' bírsággal sújtja a 'Libri' könyvterjesztő hálózatot, mert az a fiatal vásárlóknak kiadott könyvektől nem elkülönítve árul egy olyan könyvet, ami a történelem és a tudomány neves nőalakjainak (mint pl. Kleopátra vagy Marie Curie) életét példaképül állítja a lányok számára, és ezáltal „a születési nemnek megfelelő önazonosságtól való eltérést” „népszerűsíti”  és ezáltal megsérti a „gyermek- és fiatalkorúak testi és lelki integritásának védelméhez fűződő alapvető jogai védelmét”.[97]
- június 4. – A Szivárványcsaládokért Alapítvány szervezésében megtartják Budapesten az első „a család az család” napot. Az eseményen mintegy 200 szivárványcsalád vesz részt, köztük David Pressman budapesti amerikai nagykövet és családja.[98]
- június 8. – David Pressman, az Egyesült Államok budapesti nagykövete a pride hónaphoz kapcsolódva magyar LMBT hírességeket, politikusokat, aktivistákat és influenszereket fogad a nagykövetségen. Az eseményen részt vesz többek között Árvai Péter, a felhőalapú prezentációs szoftvert gyártó Prezi társalapítója, Ungár Péter, az LMP elnöke, Kocsis Tibor, a 2011-es X-Faktor győztese, Barabás Richárd, a Párbeszéd önkormányzati képviselője, Sebián-Petrovszki László, a Demokratikus Koalíció országgyűlési képviselője, WhisperTon influenszer, Kanicsár Ádám András újságíró, Takács Mária dokumentumfilm-rendező és Pál Márton a Sziváványcsaládokért Alapítvány egyik vezetője.[99]
- június 22. – Az Emberi Jogok Európai Bírósága 2023. június 22-én Strasbourg-ban kimondta, hogy a transznemű emberek nem- és névváltoztatási lehetőségének jogalkotói akadályozásával (betiltásával) Magyarország megsértette az Emberi jogok európai egyezményét.[100]

### július
- július 11. – A Székesfehérvári Járásbíróság első fokon közösség elleni uszítás miatt elítélte Barcsa-Turner Gábort a szélsőjobboldali Hatvannégy Vármegye Ifjúsági Mozgalom vezetőjét.[101]
- július 14. – 2021-ben 30, 2023-ban már 38 ország nagykövetsége fejezte ki közös nyilatkozatban az aggályát a magyar kormány évek óta tartó homofób és transzfób jogszabályai, valamint a gyűlölködő retorikája miatt, amelyek megbélyegzik és rontják a magyar LMBTQ közösség társadalmi helyzetét. Lengyelországon kívül az összes Európai Uniós tagország aláírta.[102]
- július 15. – 35 ezer fő részvételével lezajlott a 28. Budapest Pride felvonulás. David Pressman amerikai nagykövet is részt vett rajta. A végén pedig többek között Karácsony Gergely főpolgármester mondott beszédet. A menetet több helyszínen csekély létszámú ellentüntetések kísérték. Rendbontás nem történt.[103][104][105][106]

### szeptember
- szeptember 23. – Megtartották a harmadik Pécs Pride felvonulást. Az esős időjárás ellenére a Mecsekoldal és a Tettye lankáin ismét közel ezer fő sétált végig. A meneten David Pressman mellett Désirée Bonis holland nagykövet is részt vett.[107]

## 2024

### május
- május 11 – Budapest belvárosában a Prizma Közösség szervezésében lezajlott a második magyar Transz Pride felvonulás. A még mindig különlegesnek számító tematikájú meneten a sajtóértesülések szerint körülbelül 250 fő vett részt.[108]

### október
- október 19. – Pécs városában a Diverse Youth Network rendezésében megtartották a negyedik Pécs Pride felvonulást. A becslések szerint nagyjából ezerkétszáz fős, ezúttal esőmentes meneten ismét részt vett David Pressman, az Egyesült Államok budapesti nagykövete. A demonstrációt nem kísérte komolyabb ellentüntetés.[109][110][111]

## 2025

### január
- január 30. – A nyomozás során a pénzügyi elszámolásaikban észlelt "kötelességszegéssel elkövetett vesztegetés" gyanújával a rendőrség előzetes letartóztatásba helyezett kettő kiskunhalasi orvost. A rendőrség által közzétett információk szerint a gyanúsított orvos magánrendelőjében 600 ezer és 1 millió forint közötti összegekért nemátalakító műtéteket vállalt el, majd a beavatkozásokat egy másik orvossal együtt a helyi kórházban munkaidejükön kívül, a közegészségügyi infrastruktúrát a korábbi igazgató jóváhagyásával használva végezték el.[112] Az egyikük (aki urológus és mikrosebész) praxisának ideiglenes felfüggesztése következtében a hazai transznemű közösség tagjainak számottevő hányada maradt egészségügyi ellátás nélkül. Az érintettek február 15-én és 22-én érdekvédelmi tüntetést tartottak.[113][114][115]

### február
- február 22. – „Tüntetés a transz jogokért” címmel demonstrációt tartanak Budapesten. A résztvevők a Kálvin térről vonulnak a Kossuth térre. A tüntetés szervezői a Queers for Liberation, az Ökofeminista kollektíva, a Feminista Akció, a Diverse Youth Network, az Anarchista Diákmozgalom és a Varjú Kollektíva.[114]
- február 22. – Orbán Viktor miniszterelnök évértékelő beszédében bejelentette, hogy beleírják az Alaptörvénybe, hogy az ember vagy férfi, vagy nő.  Azt is mondta, hogy a Pride szervezői ne bajlódjanak az idei rendezvény szervezésével, az „kidobott pénz és idő.”[116] A bejelentés ellen tiltakozott a Budapest Pride.[117] A Budapest Pride esetleges betiltása a Parlamentben és a Fővárosi Közgyűlésben is téma volt. Toroczkai László, a Mi Hazánk Mozgalom elnök-frakcióvezetője a Pride örökre történő betiltását követelte.[118] A Fővárosi Közgyűlés ülésén Karácsony Gergely főpolgármester, Barabás Richárd, a Párbeszéd képviselője és Baranyi Krisztina ferencvárosi polgármester a támogatásáról biztosította a Budapest Pride-ot, Szepesfalvy Anna, a Fidesz képviselője azonban úgy fogalmazott, hogy a gyerekeket el akarják zárni az LMBTQ-propagandától.[119] Gulyás Gergely egy interjúban úgy fogalmazott, hogy olyan keretek között, ahogy eddig megrendezték a Pride-ot, ne lehessen megrendezni, és amelett érvelt, hogy zártkörű rendezvényként tartsák meg.[120] „A hálószobában mindenki azt csinál amit akar. A Pride azonban közügy, megbotránkoztat és provokál, amit a gyermekek védelmében mihamarabb be kell tiltani. A meleglobbit pedig ideje visszaszorítani” – írta közösségi oldalán Lázár János miniszter.[121] Gulyás Gergely a Kormányinfón megismételte, hogy az Alaptörvénybe írják, hogy az ember csak férfi vagy nő lehet, és hogy a gyerekek testi, szellemi és erkölcsi fejlődéséhez való jog az élethez való jogot kivéve mindennél elsőbbséget élvez.[122]
- február 27. – Novák Előd képviselő, a Mi Hazánk Mozgalom alelnöke „A homoszexualitást népszerűsítő gyűlések betiltásáról” címmel törvényjavaslatot nyújt be az Országgyűlésnek. A javaslat lényege, hogy egy mondattal kiegészítenék a gyülekezési törvényt, miszerint a rendőrség a következő indokkal is betilthatna egy gyűlést: „a szexualitást öncélúan ábrázolja, illetve a születési nemnek megfelelő önazonosságtól való eltérést, a nem megváltoztatását, valamint a homoszexualitást népszerűsíti”.[123][124]

### március
- március 12. - A kormány az alaptörvény 2025. március 11-én benyújtott 15. módosítása szerint a preambulumba belefoglalná az "Az apa férfi, az anya nő." kitétel elé - a bibliai teremtéstörténetre utaló indoklással a nőket alárendelt státuszba helyezve[125] - "Az ember férfi vagy nő." definiciót.[126][127] Emellett a születéskor kijelölt nemmel nem egyező nemi identitás szerinti megkülönböztetés és zaklatás tilalmát pedig törölnék az egyenlő bánásmódról szóló törvényből.[128]
- március 13. - Az Európai Bíróság döntése alapján a GDPR kötelezi a magyar hatóságokat a transznemű emberek nemi identitásának jogi elismerésére.[129] (A Publicus Intézet ugyanezen napon a Népszavában közzétett ezer fős reprezentatív felmérésében a magyar népesség 64 százaléka nem ért egyet a kettő társadalmi nem alaptörvényben történő rögzítésével, a Budapest Pride felvonulást országosan 56, a fővárosban élők pedig 78 százalékban támogatják.[130])
- március 18. - Az Országgyűlés 136 igen és 27 nem szavazat mellett, tartózkodás nélkül, a diszkrimináció tilalmának, a gyülekezési jognak és a személyes adatok védelméhez való jog korlátozásával, "a gyermekek védelmére hivatkozva" betiltotta a magyarországi nyilvános LMBTQ demonstrációkat és érdekérvényesítő célú rendezvényeket. Az ilyen jellegű események szervezőit, illetve az azokon megjelenő személyeket a rendőrség akár 200 ezer forintos pénzbírsággal is büntetheti és arcfelismerő szoftvert is használhat a résztvevők azonosítására. (A gyülekezési törvény módosítása az alaptörvény módosításával azonos időben, április 15-én lépett hatályba.[131][132]) Az ülésteremben a Momentum Mozgalom képviselői füstgyertyák meggyújtásával fejezték ki a tiltakozásukat. A Budapest Pride szervezői a közleményükben "gyermekvédelem helyett fasizmusnak"[133] nevezték a törvényt, amit az európai parlamenti képviselők közös nyilatkozatban, valamint az ír és a belga külügyminisztériumokon túl a Magyar Helsinki Bizottság és a Társaság a Szabadságjogokért jogvédő szervezetek egyaránt elítéltek.[134][135][136] A döntést aznap este a budapesti Kossuth téren és a Szabadság téren megtartott kettő kisebb méretű tüntetés fogadta, amelynek dühös résztvevői a Jászai Mari téren egyesülve a Margit híd pesti hídfőjének blokádjával állták útját az esti forgalomnak.[137][138] (Ezt az akciót a későbbi hetek során számos hídfoglalás követte.)
- március 19. - Az Európa Tanács emberi jogi főbiztosa aggodalmát fejezte ki az előző nap elfogadott törvény kapcsán és felszólította Sulyok Tamás köztársasági elnököt annak megvétózására, aki ennek ellenére mégis aláírta.[139][140] Az Európai Bizottság Egyenlőségért felelős biztosa, továbbá a Demokráciáért és jogállamiságért felelős biztosa szintén támogatását fejezte ki a magyar LMBTQ közösség és a gyülekezési szabadság mellett. Nyolc országban, köztük Bécsben a Wienna Pride szervezői a magyar nagykövetség előtt, Prágában a Praga Pride szervezői szintén a magyar nagykövetség épülete előtt, Pécsett pedig a helyi emberi jogi szervezetek Uránvárosban tartottak szolidaritási megmozdulást.[141]
- március 21. - A svéd miniszterelnököt követően az ENSZ emberi jogi főbiztosa és emberi jogi szóvivője közleményben ítélték el a magyar LMBTQ emberek szisztematikus jogfosztását, ezen túlmenően pedig a Pride betiltásáról rendelkező törvény visszavonását sürgetik.[142][143][144][145]
- március 27. - 22 ország nagykövetsége közös nyilatkozatban tiltakozott a magyarországi LMBTQ közösség láthatóságát és érdekérvényesítési lehetőségeit korlátozó intézkedések ellen.[146]

### június
- június 5. – A kormány hivatalosan megtiltja, hogy kormányzati és állami intézményekre szivárványos LMBTQ-zászlót lehessen kitenni. A kormányhatározat értelmében tilos „a különböző szexuális és nemi irányultságokra, illetve az azokat képviselő politikai mozgalmakra utaló vagy azok népszerűsítésére törekvő jelképeket” kitenni kormányzati és állami intézmények épületeire.[147]

- június 16. - Karácsony Gergely főpolgármester saját jogkörben, fővárosi rendezvényként hirdette meg a „Budapest Büszkeség” napját, ami után jogászkodás is kezdetét vette, hogy számíthat e retorzióra bárki, aki szervezője vagy résztvevője a rendezvénynek; egyebek mellett Tuzson Bence igazságügyi miniszter börtönnel is fenyegette Karácsony Gergelyt a szervezésért, aki többször kritizálta a kormányt a betiltás miatt.[148]
- június 27. - Az Európai Bizottság elnöke, Ursula von der Leyen két alkalommal kérte a magyar hatóságokat a rendezvény félelem, büntetőjogi vagy adminisztratív szankció nélküli engedélyezésére.[149]

- június 28. - Lezajlott a jubileumi 30. Budapest Pride felvonulás.[150][151] A külföldről és belföldről egyaránt rendkívüli érdeklődéssel kísért, a szervezők szerint több mint 200 ezer fős menetet a Fővárosi Önkormányzat a Szivárvány Misszió Alapítvánnyal közösen "Budapest Büszkeség" néven, a szovjet csapatok kivonulására 1991 óta emlékező Budapesti Búcsú rendezvénysorozattal összevonva tartotta meg. (Az önkormányzati rendezvényekre nem vonatkozik a gyülekezési törvény áprilisi korlátozása.[152]) A demonstráción a hazai és külföldi politikusokon kívül többek között a Nicolae Ștefănuță, az Európai Parlament alelnöke és Greta Thunberg svéd éghajlatváltozás-aktivista is részt vett.[153] (Előbbi a Műegyetem rakparton felállított színpadon beszédet is mondott.[154])